# Bucherer-Bergs-Synthese
Die Bucherer-Bergs-Synthese oder auch Bucherer-Bergs-Reaktion ist eine Reaktion der organischen Chemie. Mit Hilfe dieser Reaktion werden Carbonylgruppen in Hydantoine umgewandelt. Als Lösungsmittel fungieren Ethanol sowie Wasser. Sie ist nach den deutschen Chemikern Hans Theodor Bucherer (1869–1949) und Hermann Bergs benannt.

Übersichtsreaktion der Bucherer-Bergs-Reaktion; R^{1} und R^{2} bezeichnen entweder ein Wasserstoffatom oder einen organischen Rest

## Mechanismus
Bei dieser Reaktion reagiert ein Aldehyd oder Keton mit Ammoniumcarbonat und Cyanid zu einem Hydantoin.

Mechanismus der Bucherer-Bergs-Reaktion; R^{1} sowie R^{2} bezeichnen entweder ein Wasserstoffatom oder einen organischen Rest.

Zunächst setzt man die Carbonylverbindung 1 mit Ammoniumcarbonat um. Es bildet sich ein Iminium-Ion 2. Dieses versetzt man mit Cyanid aus Blausäure oder Zyankali. Das Aminonitril 3 enthält zugleich eine Aminogruppe und eine Nitrilgruppe. Die Aminogruppe greift nun das Kohlendioxid an, welches durch die Reaktion der Carbonylverbindung 1 mit dem Ammoniumcarbonat freigesetzt wurde. Es bildet sich ein Carbamat-Ion 4, welches durch Protonentransfer zu Carbamat 5 reagiert. Anschließend findet ein intramolekularer Angriff eines Sauerstoffteilchens auf das Kohlenstoffatom der Nitrilgruppe statt. Dadurch bildet sich ein heterocyclischer Fünfringing 6 aus, welcher erneut einem Protonentransfer unterliegt. So entsteht 7. Drehung um die C-C-Einfachbindung von 8 führt zu 9. Dieser erlaubt der NH2-Gruppe einen intramolekularen Angriff auf das Kohlenstoffatom des Isocyanats, wodurch sich die Fünfring-Verbindung 10 bildet. Durch einen letzten Protonentransfer gelangt man zum Hydantoin 11.

## Anwendungen
Für die bei der Bucherer-Bergs-Synthese entstehenden Hydantoine gibt es im Labor und in der Technik zahlreiche praktische Anwendungen:
- Synthese heterocyclischer Wirkstoffe, z. B. der Arzneistoff 5,5-Diphenylhydantoin (Phenytoin)
- Edukte zu industriellen Herstellung von Aminosäuren, z. B. von Methionin, wovon jährlich mehrere 100.000 Tonnen hergestellt werden; Weltmarktführer dafür ist Evonik Industries
- Herstellung von Zuckerderivaten